# 脇田新町
脇田新町（わきたしんまち）は、埼玉県川越市の町名である。郵便番号は350-1121。

## 地理「
脇田新町は川越市内の中心地、川越駅から少し西に離れ、西武新宿線の西側沿いに存在する。北に野田町、北東に東田町、南東に西武線を挟んで旭町、南西に広栄町とそれぞれ接する。

## 歴史
- 1965年（昭和40年）8月1日　-　町名地番整理の実施に伴ない、大字脇田の一部より脇田新町が成立する[5]。

（川越市の町名も参照）

## 世帯数と人口
2017年（平成29年）10月1日現在の世帯数と人口は以下の通りである。
| 町丁     | 世帯数  | 人口    |
| -------- | ------- | ------- |
| 脇田新町 | 664世帯 | 1,317人 |

## 小・中学校の学区
市立小・中学校に通う場合、学区は以下の通りとなる。
| 番地 | 小学校             | 中学校             |
| ---- | ------------------ | ------------------ |
| 全域 | 川越市立大塚小学校 | 川越市立野田中学校 |

## 交通

### 道路
- 国道16号
- 埼玉県道160号川越北環状線
- 河岸街道（川越市道）

国道16号と県道160号とは、当町の中心部にある脇田新町交差点で交差する（県道160号は同交差点が起点である）。河岸街道は当町の東端（東田町との境）に沿っている。

### バス
- 西武バス（川越営業所）
- 川越シャトル

当町内の河岸街道停留所・前原停留所から利用できる。西武バスは川越35･36系統が、本川越駅（川越35のみ）・川越駅西口発着で、尚美学園大学、川越水上公園を経て、かすみ野方面へ結んでいる。川越シャトルは21・22系統が同じく川越駅西口を発着し、こちらは南大塚駅北口へ運行している。

### 鉄道
JR川越線と東武東上本線の川越駅、西武新宿線の本川越駅がいずれも当町から東方向に存在し、上記のそれぞれのバスで移動できる。また当町から南西方面に西武線の南大塚駅があり、上の川越シャトルでの移動が可能である。なお当町から距離的には川越駅や本川越駅が近い。ちなみに西武線は当町の南端（旭町との境）に北東（本川越駅側）から南西（南大塚駅側）に線路が直線に延びている。

## 施設
- 川越市立脇田新町保育園
- 脇田新町公園